# Селвапијана (Ређо Емилија)
Селвапијана је насеље у Италији у округу Ређо Емилија, региону Емилија-Ромања.
Према процени из 2011. године у насељу је живело 60 становника. Насеље се налази на надморској висини од 460 m.